# Frogner
Frogner er en bydel i Oslo. Den har 52.269 indbyggere (2020) og et areal på 8,3 km². Udover det traditionelle Frogner indeholder den nuværende administrative bydel også distrikterne Bygdøy, Uranienborg og Majorstuen. Frogner er et eksklusivt bolig- og detailhandelsområde og har de højeste ejendomspriser i Norge.
Bydelen er opkaldt efter Frogner Hovedgård, som i dag huser Oslo Museum og Frognerparken med det berømte Vigelandsanlæg. Størstedelen af Frogner består af huse bygget omkring 1900. Frogner var oprindelig en del af sognet og kommunen Ager (senere skrevet Aker), og blev en del af Christiania (nu Oslo) kommune i 1878.

## Seværdigheder
- Frogner Hovedgård med Oslo Bymuseum.
- Museum med Vikingeskibe i Bygdøy
- Norsk Folkemuseum
- Norsk Maritimt Museum
- Kon-Tiki Museet
- Skibet Fram
- Bygdø Kongsgård